# آشوت گابریلیان
آشوت هراندی گابریلیان (ارمنی: Աշոտ Հրանտի Գաբրիելյան؛  زادهٔ ۱۳ دسامبر ۱۹۷۹) نویسنده، ویراستار، ناشر اهل ارمنستان است. بین سال‌های ۲۰۱۶ تا ۲۰۱۸ سردبیر ارشد ماهنامه گارون بود. وی بنیانگذار وبسایت لیتوپدیا می‌باشد.

## زندگی‌نامه
وی در ۱۳ دسامبر ۱۹۷۹ در سورناوان به دنیا آمد و از دانشکده لغت‌شناسی دانشگاه دولتی ایروان (۲۰۰۷) فارغ‌التحصیل گشت. وی عضو اتحادیه نویسندگان ارمنستان می‌باشد. همچنین برندهٔ جوایزی همچون مدال گارگین نژده (۲۰۱۸) شده است.